# Sarah Canright
Sarah Canright (nascida no dia 20 de agosto de 1941) é uma pintora americana.
Canright estudou na School of the Art Institute of Chicago, obtendo um diploma de bacharel com concentração em pintura.
O seu trabalho encontra-se incluído nas colecções do Smithsonian American Art Museum, do Art Institute of Chicago, do Minneapolis Institute of Art e do Madison Museum of Contemporary Art.